# 特里诺
特里诺（義大利語：Trino），是意大利韦尔切利省的一个市镇。总面积70平方公里，人口7669人，人口密度109.6人/平方公里（2009年）。ISTAT代码为002148。

## 友好城市
- 法國绍维尼 1961年
- 德国盖森海姆 1974年
- 布吉納法索邦福拉 1999年